# Erythraeum Chaos
Erythraeum Chaos ist eine chaotische Region im Margaritifer Sinus-Gradfeld des Planeten Mars. Sedimente am Boden von Erythraeum Chaos wurden eventuell durch das Talnetzwerk Paraná Valles, das sich weiter im Osten befindet, abgelagert. 